# U kresu dnia
U kresu dnia (ang. Long Day's Journey Into Night) – amerykański film dramatyczny z 1962 roku w reżyserii Sidneya Lumeta. Film jest adaptacją utworu dramatycznego Zmierzch długiego dnia napisanego przez noblistę Eugene’a O’Neilla.